# Большой тушканчик
Большой тушканчик, или земляной заяц (лат. Allactaga major), — тушканчик рода земляных зайцев.

## Описание
Большой тушканчик — самый крупный среди тушканчиков. У него сравнительно короткое тело (18,7—26 см длиной); хвост в 1,3 раза длиннее туловища (25—30,5 см). Масса тела более 300 г. Голова округлая с хорошо выраженным шейным перехватом. Мордочка слегка вытянутая, но широкая, заканчивается пятачком. Уши сравнительно короткие, 57—59 мм высотой. Ступни длинные, достигают 45 % длины тела. Задние ноги у этих грызунов длинные и сильные. С их помощью тушканчики прыгают на расстояние до трёх метров. Это в 20 раз больше длины тела зверька.  
Окраска верха спины варьирует от буровато-охристой или буровато-серой до бледно-песчаной. Щёки светлые, почти белые. Горло, грудь, брюшко, предплечья, а также внутренние поверхности бёдер чисто белые. С наружной стороны бёдра ржаво-жёлтые, по ним проходит поперечная белая полоса. Хвостовое «знамя» двухцветное с чёрным основанием и белой вершиной, хорошо развитое, имеет форму птичьего пера.
Характерен географический диморфизм: по направлению к югу ушные раковины у тушканчиков становятся длиннее, а окраска спины светлеет с севера на юг и с запада на восток.

## Распространение
Большой тушканчик распространён от лесостепей до полупустынь и северной части пустынной зоны в Восточной Европе, Казахстане и на юге Западной Сибири. На север проникает дальше других видов тушканчиков, заходя за 55° с. ш.
Ареал вида представлен сплошным массивом и одним изолятом. Изолят находится к югу и юго-западу от озера Балхаш в северных предгорьях Тянь-Шаня; его площадь — около 82 400 км2. Основной ареал простирается от Чёрного моря до реки Обь и Алтайских гор. Северная граница ареала в основном совпадает с северной границей лесостепи и проходит между 55° и 56° с. ш., местами заходя в лесную зону. Южная граница идёт вдоль северного побережья Чёрного моря, предгорий Кавказа, огибает с севера Каспийское море, пересекает полуостров Мангышлак и идет на восток, огибая с севера Аральское море, озеро Балхаш и далее до Зайсанской котловины.

## Образ жизни
Места обитания большого тушканчика отличаются разнообразием. На севере ареала он держится открытых участков с разреженным травостоем. В степной зоне обычен по обочинам грунтовых дорог, кромкам полей, на выгонах, по пологим склонам балок и оврагов. В степях Казахстана и Западной Сибири населяет низкотравные луга с солонцеватыми почвами, берега солёных озёр и степных речек, опушки сосновых боров. В пустынях не встречается только на подвижных песках; предпочитает участки с лёгкими суглинистыми почвами и зарослями злаков, полыней и суккулентов. В горах поднимается до 1650 м над уровнем моря.
Ведёт одиночный образ жизни, редко контактируя с сородичами вне сезона размножения. В неволе взрослые особи проявляют агрессию друг к другу. Активен большой тушканчик исключительно ночью, выходя на поверхность через 40—45 минут после заката и возвращаясь в нору за 30—50 минут до восхода солнца. По сравнению с мелкими тушканчиками он более осторожен — прежде чем покинуть нору, зверёк долго принюхивается и прислушивается. В спокойном состоянии большой тушканчик передвигается на задних лапах шагом или рысью. При беге переходит на асинхронный рикошет (последовательные толчки сперва одной, затем другой лапой). Длина нормального прыжка составляет 80—125 см; максимальная скорость бега — 40—50 км/час. Большие тушканчики при беге не совершают резких прыжков и уходят от преследования плавными, но мощными толчками, создающими впечатление, что тушканчик буквально летит над землёй.
Большой тушканчик роет сложные постоянные (летние и зимовочные) и простые временные норы. Постоянная нора начинается плотно забитым землёй ходом, идущим почти горизонтально; его длина может достигать 6 м. От горизонтального хода посередине круто вниз отходит наклонный ход, который ведёт к гнездовой камере на глубине 40—110 см. Другим своим концом основной горизонтальный ход открывается наружу. Используемый вход днём обычно забит земляной пробкой. От основного хода могут отходить отнорки, немного недоведенные до поверхности земли и служащие запасными выходами (обычно 1, редко — 2—4). Шарообразное гнездо в камере сложено из сухих травинок, мха, шерсти, пуха и перьев. Зимние норы глубже (1,5—2,5 м), с двумя гнездовыми камерами на разной глубине. Временные норы неглубокие, в виде косо уходящего под землю хода. На севере ареала тушканчик также селится в пустых норах сусликов.

### Питание
Большой тушканчик относится к всеядным грызунам — в его рационе в равной мере могут присутствовать растительные (семена, корни, луковицы) и животные (насекомые) корма. Он легко переходит с одного типа корма на другой в зависимости от его доступности и времени года. На сельскохозяйственных землях большой тушканчик нередко собирает посеянные семена арбузов и дынь, кормится также зернами культурных злаков, семенами подсолнуха, горохом, но ущерб наносит незначительный.

## Жизненный цикл
Большой тушканчик выходит из спячки в середине марта-апреле. Характерен один сильно растянутый период размножения, чей пик приходится на апрель-июнь. Выводков в году 1—2; беременность длится около 25 дней. В выводке от 1 до 8, обычно 3—6 детёнышей. С самкой они живут до 1,5 месяцев. Половой зрелости достигают на 2-м году жизни. Максимальная продолжительность жизни в природе — до 3 лет.
Осенью, с наступлением постоянных заморозков, тушканчики залегают в спячку. Обычно это происходит в сентябре, реже в октябре. Продолжительность спячки в разных регионах колеблется от 4 до 6—6,5 месяцев; при оттепелях может прерываться. Запасов корма большие тушканчики не делают; перед спячкой сильно жиреют, иногда увеличивая массу своего тела вдвое.

## Численность
В пределах ареала большой тушканчик распространен широко, однако не равномерно. Причины тому — мозаичность пригодных местообитаний и антропогенные преобразования территории. Численность и плотность локальных популяций увеличивается с севера на юг: от 0,5—5 особей/га на европейской части ареала до 6—7 особей/га в Семиречье. В северной части ареала при сохранении его границ во второй половине XX в. отмечалось локальное вымирание вида в результате распашки целинных участков степи и сокращения площадей пастбищ и выгонов. Так, вплоть до середины 1990-х годов большой тушканчик встречался в окрестностях Серпухова, где сейчас вымер из-за уничтожения пригодных местообитаний.
Большой тушканчик занесён в Красную книгу Московской области, так как были зафиксированы единичные встречи с ним в Зарайском и Серебрянопрудском районах.
В 1920—1960-е гг. в Казахстане шкурки большого тушканчика заготавливали, сейчас промысел прекращён. Он — природный носитель возбудителей чумы, туляремии, лихорадки Ку.